# شخصيات مدينة كيبك
شخصيات مدينة كيبك تضم أشهر الشخصيات المولودة في مقاطعة كيبك في كندا في المجالات المختلفة.

## الفنون
| المؤلفون/الكتاب | مجموعات موسيقية                                                                | فكاهيين     | مغنين و موسيقيين                                                                                               | رسامون                                                                                             | التلفزة و الراديو | المسرح |
| --- | ------------------------------------------------------------------------------ | ----------- | --- | -------------------------------------------------------------------------------------------------- | --- | --- |
| جاك بولين, ان هيبيرت, الآن بوليو, جابرييل روي, دنيس كوتي, مارتين لاتوليب, جون لوميو, هيلين فاشون, ان روبيار, انيك بواتراس, مارتن بوليو, جيلس بيلرين, رولند ميشيل ترمبلاي, الكسندرا لاروشبل, الخ. | بوليميل بازار, التعويدة الخاطئة، مارابو, لوكو لوكاس, مور أو بوري, لي كول, الخ. | الآن دوماس, | ستيف بركات, ريشارد فيرو, فيرجيني هامل, بول اندري كاديسي, فيلكس ليكليرك، اليس روب, اندري بيلودو, ديان تيل, الخ. | الفرد بيلان, بول بيليفو, لوك ارشامبولت , جابرييل لالوند, انطوان بلاموندون, بول هنري دو بيرجي, الخ. | : بيير جوبين , ميشيل لامارش, ماري فالراند, بول اويي, كاثرين لاشوسي, ريجان لوموان,جولي درولي, اندري بايي, سيباستيان بوفي, سوزان اويي, مارك دوراند, كريستيان سوزور, اندري ارثر, روني ارثر, جان-فرانسوا فيليون جيلز بارون, راينالد كلوتيي، الخ. | روبرت لوباج, جاك روبيتاي, ان ماري اوليفي, فريديريك دوبوا, ليز كاستونغاي, ماري جينيت كاي, فرانس لاروشيل, كريستيان ميشو, لورين كوتي, جاك لوبلان,كلود ديشي, بول هيبيرت, رولاند لوباج, اني لاروشيل, نيكولا ليتورنو الخ. |

## العلوم و التكنولوجيا
| علماء                            |
| -------------------------------- |
| ليون بروفنشر, جان ماري دي كونينك |

## المجتمع
| محامين                     | حقوقيين   | رجال اعمال                                                                                         | سياسيون | صحفيين                    | فلاسفة         |
| -------------------------- | --------- | -------------------------------------------------------------------------------------------------- | --- | ------------------------- | -------------- |
| مارسيل اوبوت و كاي بيرتران | جيلز كيجل | بيتر سيمونز, موريس تنكاي, مارسيل اوبوت, كاي لا ليبيرتي, فرناند بارادي, لويس جارنو, جان لكليرك,الخ. | لويس الكسندر تاشرو, جان بول لالييه, اندري بوشي, بيير جوزيف-اوليفيي شوفو, رونيه ليفيسك, باولين ماروا, فيليب كويار, الخ. | اتيين بارون, ريشارد جارنو | توماس دي كونيك |

## الرياضة
| الرياضيون |
| --- |
| جيم بلك , سيلفي بيرنيي, جوهان بيجين, اودري لاكروا, ريشارد جارنو, كاثرين ليجي, مريم بيدارد, باتريك روي (هوكي على الجليد), مانون ريهوم, جايتان بوشي, ايف لاروش, جوي مالون, لويس جارنو, دونالد براشير, بول ستاستني, يان ستاستني, باتريس بيرجيرون, ميلاني تورجيون, سيمون غانيي, ستيف برنيي, مارك شوينارد, مارتن بيرون, ماتيو بيرون, جان-فيليب كوتي, انطوان فيرميت, مارك انطوان بوليو, الخ. |